# Устър (Масачузетс)
Вижте пояснителната страница за други значения на Устър.
Устър (на английски: Worcester) е град в Масачузетс, Съединени американски щати, център на окръг Устър. Намира се на 50 km западно от Бостън. С население от 185 677 души (по приблизителна оценка от 2017 г.), градът е втори по големина в Масачузетс и трети по големина в Нова Англия след Бостън и Провидънс.

## Известни личности
Родени
- Робърт Годард (1882 – 1945), изобретател
- Роналд Дуоркин (р. 1931), философ
- Джей Кътлър (р. 1973), културист
- Стенли Кюниц (1905 – 2006), поет
- Денис Лиъри (р. 1957), актьор
- Самюъл Фулър (1912 – 1997), режисьор

## Градове
- Ъксбридж